# Commenchon
Commenchon és un municipi francès situat al departament de l'Aisne i a la regió dels Alts de França. L'any 2007 tenia 168 habitants.

## Demografia

### Població
El 2007 la població de fet de Commenchon era de 168 persones. Hi havia 72 famílies de les quals 16 eren unipersonals (8 homes vivint sols i 8 dones vivint soles), 28 parelles sense fills, 16 parelles amb fills i 12 famílies monoparentals amb fills.
La població ha evolucionat segons el següent gràfic:
Habitants censats

### Habitatges
El 2007 hi havia 87 habitatges, 74 eren l'habitatge principal de la família, 10 eren segones residències i 3 estaven desocupats. Tots els 85 habitatges eren cases. Dels 74 habitatges principals, 67 estaven ocupats pels seus propietaris, 5 estaven llogats i ocupats pels llogaters i 2 estaven cedits a títol gratuït; 2 tenien dues cambres, 10 en tenien tres, 15 en tenien quatre i 47 en tenien cinc o més. 59 habitatges disposaven pel capbaix d'una plaça de pàrquing. A 32 habitatges hi havia un automòbil i a 36 n'hi havia dos o més.

### Piràmide de població
La piràmide de població per edats i sexe el 2009 era:
| Homes | Edats   | Dones |
| ----- | ------- | ----- |
| 0     | 95 o +  | 0     |
| 0     | 90 a 94 | 0     |
| 0     | 85 a 89 | 2     |
| 0     | 80 a 84 | 0     |
| 5     | 75 a 79 | 5     |
| 4     | 70 a 74 | 2     |
| 5     | 65 a 69 | 3     |
| 5     | 60 a 64 | 5     |
| 6     | 55 a 59 | 2     |
| 4     | 50 a 54 | 8     |
| 9     | 45 a 49 | 7     |
| 8     | 40 a 44 | 6     |
| 4     | 35 a 39 | 5     |
| 4     | 30 a 34 | 6     |
| 5     | 25 a 29 | 4     |
| 3     | 20 a 24 | 3     |
| 2     | 15 a 19 | 7     |
| 3     | 10 a 14 | 9     |
| 1     | 5 a 9   | 7     |
| 3     | 0 a 4   | 3     |

## Economia
El 2007 la població en edat de treballar era de 106 persones, 81 eren actives i 25 eren inactives. De les 81 persones actives 75 estaven ocupades (43 homes i 32 dones) i 6 estaven aturades (6 dones i 6 dones). De les 25 persones inactives 9 estaven jubilades, 7 estaven estudiant i 9 estaven classificades com a «altres inactius».

### Ingressos
El 2009 a Commenchon hi havia 74 unitats fiscals que integraven 178 persones, la mediana anual d'ingressos fiscals per persona era de 20.411 €.

### Activitats econòmiques
Dels 2 establiments que hi havia el 2007, 1 era d'una empresa de serveis i 1 d'una empresa classificada com a «altres activitats de serveis».
L'únic servei als particulars que hi havia el 2009 era una perruqueria.

## Poblacions més properes
El següent diagrama mostra les poblacions més properes.